# Prendimiento de Jesús

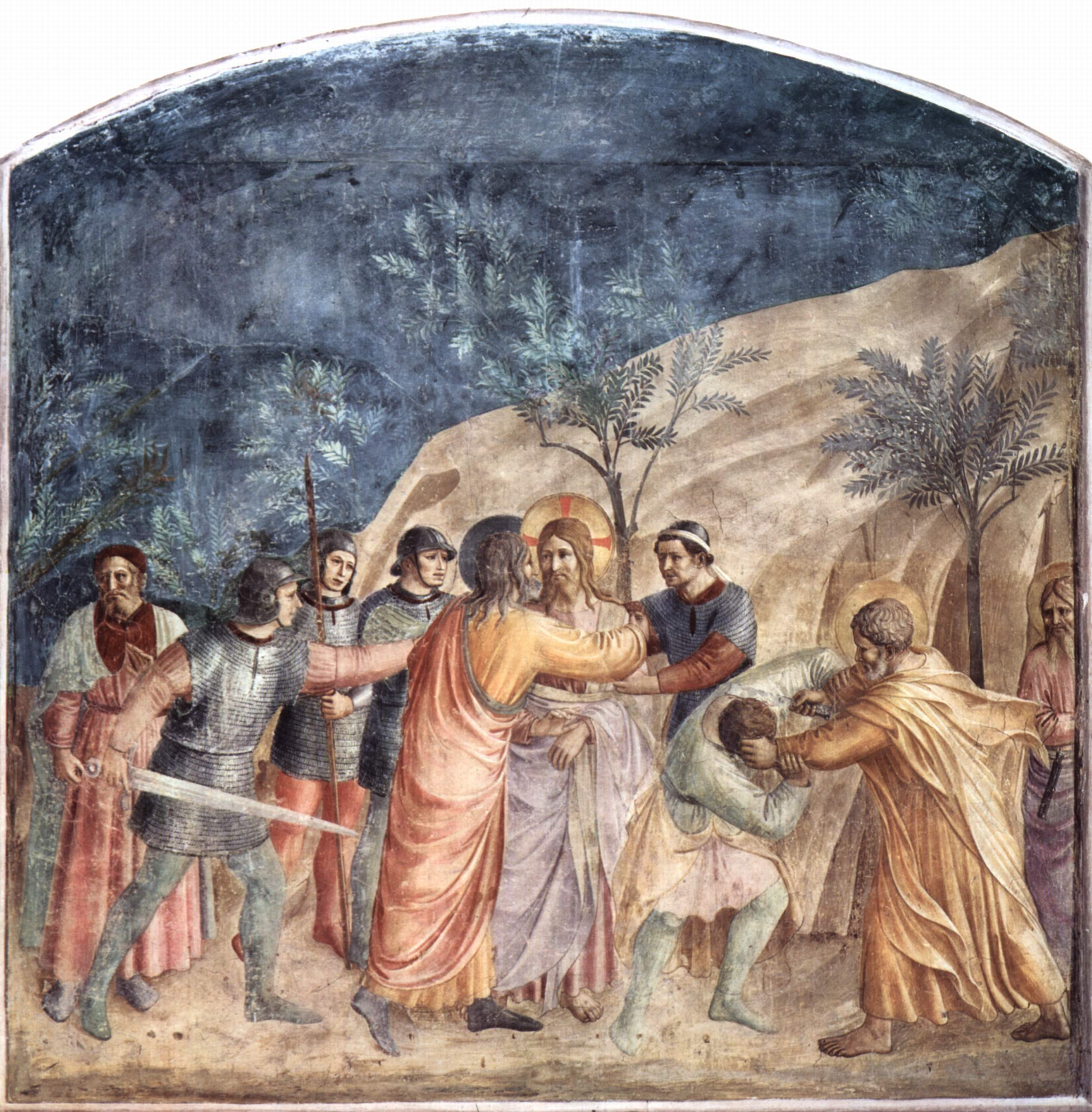
El prendimiento de Cristo, de Fra Angelico.

Prendimiento de Jesús es la denominación habitual de un episodio clave de los Evangelios Canónicos, dentro del ciclo de la Pasión de Cristo (que se inicia con la Última Cena y lleva, en última instancia, a su crucifixión).
Jesús, que se encontraba con sus discípulos en el huerto de los olivos (Getsemaní), es identificado al recibir el Beso de Judas (una señal convenida, y símbolo de su traición), y arrestado por el Ejército del Sanedrín, que le conducirá ante distintas instancias que debatirán su enjuiciamiento.

## Textos evangélicos
- Según el Evangelio de Mateo (26; 47-56)

Todavía estaba hablando, cuando llegó Judas, uno de los doce, acompañado de un gran tropel de gente con espadas y palos, enviados por los príncipes de los sacerdotes y por los ancianos del pueblo. El que le entregó les había dado esta señal: «Al que yo bese, ése es: prendedlo». Y enseguida se acercó a Jesús y le dijo: —Salve, Rabbí —y le besó. Pero Jesús le dijo: —Amigo, ¡haz lo que has venido a hacer! Entonces, se acercaron, echaron mano a Jesús y lo apresaron. De pronto, uno de los que estaban con Jesús se llevó la mano a la espada, la desenvainó, e hirió al criado del sumo sacerdote, cortándole la oreja. Entonces le dijo Jesús: —Vuelve tu espada a su sitio, porque todos los que recurren a la espada, a espada perecerán. ¿O piensas que no puedo acudir a mi Padre y al instante pondría a mi disposición más de doce legiones de ángeles? Entonces, ¿cómo se van a cumplir las Escrituras, según las cuales tiene que suceder así? En aquel momento le dijo Jesús a la gente: —¿Como contra un ladrón habéis salido con espadas y palos a prenderme? Todos los días me sentaba a enseñar en el Templo, y no me prendisteis. Todo esto sucedió para que se cumplieran las Escrituras de los Profetas. Entonces todos los discípulos lo abandonaron y huyeron.

- Según el Evangelio de Marcos (14; 43-52)

Todavía estaba hablando, cuando de repente llegó Judas, uno de los doce, acompañado de un tropel de gente con espadas y palos, enviados por los príncipes de los sacerdotes, por los escribas y por los ancianos. El que lo entregó les había dado esta señal: «Al que yo bese, ése es; prendedlo y llevadlo bien custodiado». Y nada más llegar se acercó y le dijo: —Rabbí —y le besó. Entonces le echaron mano y lo apresaron. Pero uno de los que le rodeaban, desenvainando la espada, hirió al criado del sumo sacerdote y le cortó la oreja. En respuesta Jesús les dijo: —¿Como contra un ladrón habéis salido con espadas y palos a prenderme? Todos los días estaba entre vosotros en el Templo enseñando, y no me prendisteis. Pero que así se cumplan las Escrituras. Entonces, lo abandonaron y huyeron todos. Y un joven, que se cubría el cuerpo tan sólo con una sábana, le seguía. Y lo agarraron. Pero él, soltando la sábana, se escapó desnudo.

- Según el Evangelio de Lucas (22; 47-53)

Todavía estaba hablando, cuando de pronto llegó un tropel de gente. El que se llamaba Judas, uno de los doce, los precedía y se acercó a Jesús para besarle. Jesús le dijo: —Judas, ¿con un beso entregas al Hijo del Hombre? Los que estaban a su alrededor, al ver lo que iba a suceder, dijeron: —Señor, ¿atacamos con la espada? Y uno de ellos hirió al criado del sumo sacerdote y le cortó la oreja derecha. Pero Jesús, en respuesta, dijo: —¡Dejadlo ya! —y tocándole la oreja, lo curó. Dijo después Jesús a los que habían venido contra él, príncipes de los sacerdotes, oficiales del Templo y ancianos: —¿Como contra un ladrón habéis salido con espadas y palos? Mientras estaba con vosotros todos los días en el Templo, no alzasteis las manos contra mí. Pero ésta es vuestra hora y el poder de las tinieblas.

- Según el Evangelio de Juan (18; 1-12)

Dicho esto, salió Jesús con sus discípulos al otro lado del torrente Cedrón, donde había un huerto en el que entraron él y sus discípulos. Judas, el que le iba a entregar, conocía el lugar, porque Jesús se reunía frecuentemente allí con sus discípulos. Entonces Judas se llevó con él a la cohorte y a los servidores de los príncipes de los sacerdotes y de los fariseos, y llegaron allí con linternas, antorchas y armas. Jesús, que sabía todo lo que le iba a ocurrir, se adelantó y les dijo: —¿A quién buscáis? —A Jesús el Nazareno —le respondieron. Jesús les contestó: —Yo soy. Judas, el que le iba a entregar, estaba con ellos. Cuando les dijo: «Yo soy», se echaron hacia atrás y cayeron en tierra. Les preguntó de nuevo: —¿A quién buscáis? —A Jesús el Nazareno —respondieron ellos. Jesús contestó: —Os he dicho que yo soy; si me buscáis a mí, dejad marchar a éstos. Así se cumplió la palabra que había dicho: «No he perdido a ninguno de los que me diste». Simón Pedro, que llevaba una espada, la sacó, hirió al criado del sumo sacerdote y le cortó la oreja derecha. El criado se llamaba Malco. Jesús le dijo a Pedro: —Envaina tu espada. ¿Acaso no voy a beber el cáliz que el Padre me ha dado? Entonces la cohorte, el tribuno y los servidores de los judíos prendieron a Jesús y le ataron.

## Episodio evangélico

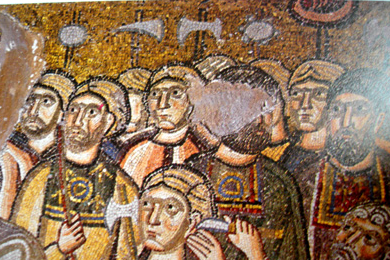
Detalle de un mosaico del Néa Moní (Quíos), con el tema del Prendimiento.

Según los Evangelios Canónicos, tras la Última Cena, Jesús y sus discípulos fueron a Getsemaní, un jardín situado al borde del valle de Cedrón, que probablemente era un huerto de olivos. Una vez allí se describe cómo Jesús abandona al grupo y se retira para rezar en privado.
Los Evangelios sinópticos mencionan que Jesús le pide a Dios que lo libere de su pesada carga y le solicita que no haya necesidad de llevar a cabo los eventos que sabía debían ocurrir, sin embargo dejando la decisión final en Dios.
Lucas menciona que entonces un ángel apareció y le dio fortaleza a Jesús. En cambio, los otros sinópticos solo mencionan su regreso después de la oración. Los sinópticos mencionan que los tres discípulos que acompañaban a Jesús estaban dormidos a su regreso, y que Jesús los criticó por haber fallado en permanecer despiertos tan solo por una hora, sugiriéndoles que debían rezar para poder evitar la tentación. Los sinópticos mencionan que Jesús se fue y oró nuevamente, y nuevamente encontró a los discípulos durmiendo a su regreso, y que después de regañarlos por segunda vez los dejó nuevamente para orar por tercera vez.

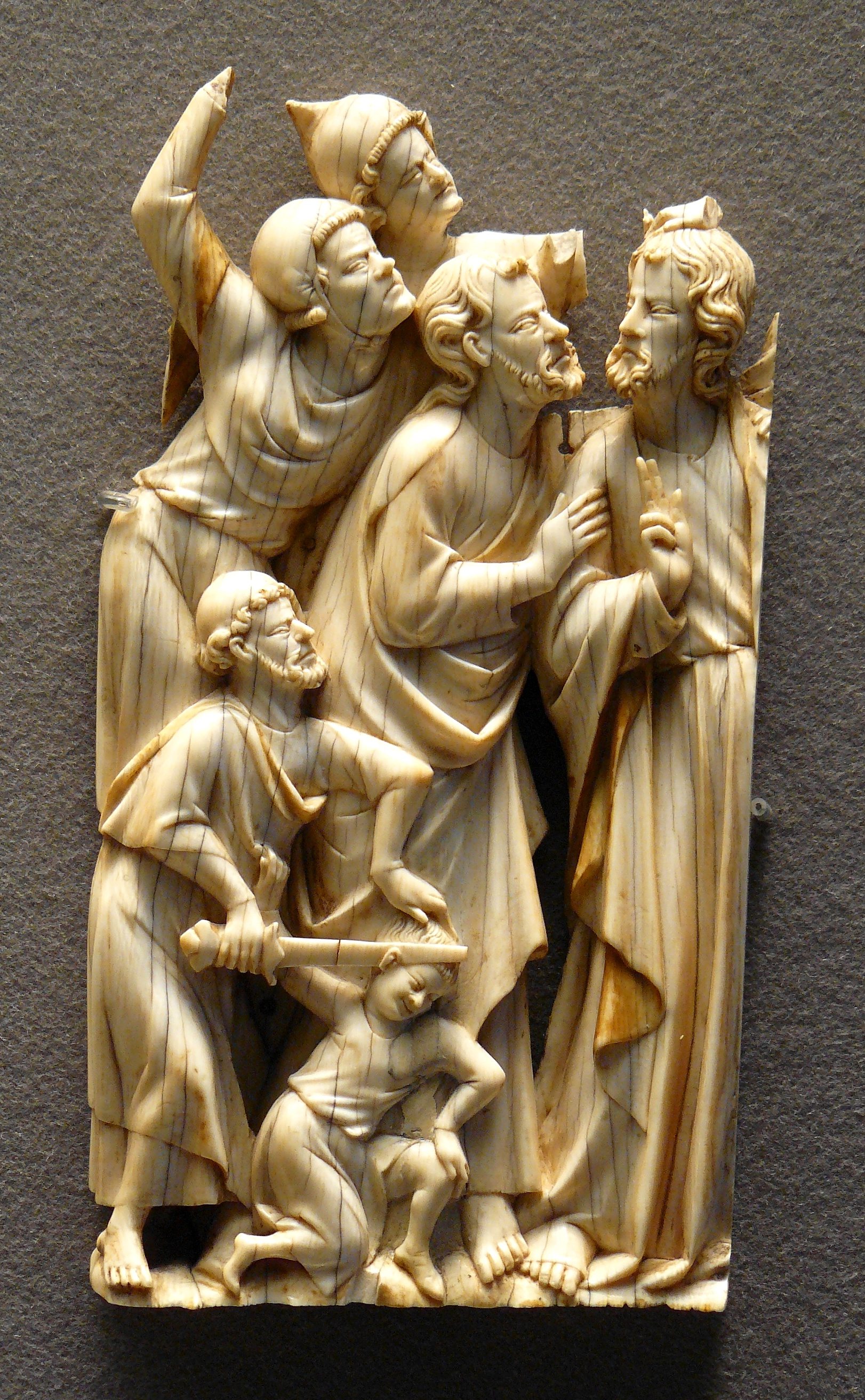
Talla de marfil representando el Prendimiento.

En este punto Judas aparece en escena, y los sinópticos agregan que Jesús alerta a sus discípulos acerca de esto antes de que Judas se acerque. Judas es acompañado por una multitud que los sinópticos reconocen como gente enviada por los sacerdotes principales, los escribas y los ancianos. Juan agrega que la multitud incluía a algunos soldados y oficiales de los sacerdotes principales y a fariseos. Es posible que Juan se refiera a la policía del Sanedrín. Indiferente, ante la entrada del grupo de hombres al jardín, Jesús salió a su paso y les preguntó: "¿A quién buscan?". Ellos contestaron que estaban en busca de Jesús de Nazaret y Judas se encontraba entre ellos. Jesús les contestó: "Soy yo". En este punto todos los miembros del grupo que venía a arrestarlo cayeron al suelo.

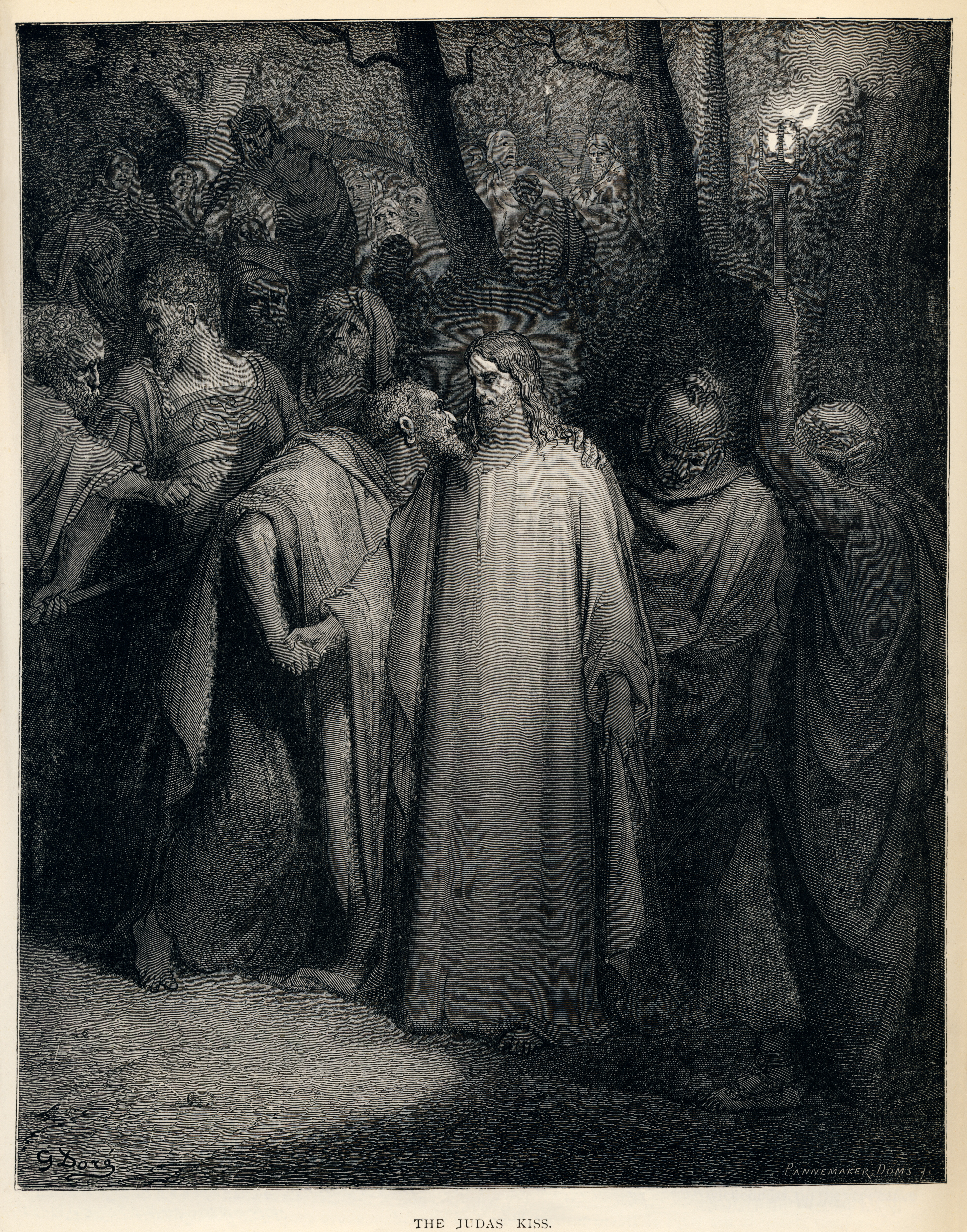
El beso de Judas, de Gustavo Doré (1866).

Los relatos tradicionales mencionan que Judas da un beso a Jesús, como señal preestablecida para señalar quién era Jesús a aquellos que acompañaban a Judas. Es poco claro el por qué la muchedumbre no sabría quién era Jesús, siendo que los líderes de los fariseos y saduceos habían dialogado con él previamente, pero un beso era un saludo judío tradicional dado a un maestro, lo cual puede indicar la razón real del acto. La Versión de los Estudiosos hace notar acerca del versículo de Mateo 26:48 que "el hecho de que Judas necesitara usar un signo para señalarlo indica que Jesús no era reconocido en Jerusalén por su cara". Siendo identificado, la multitud arresta a Jesús, aunque uno de los discípulos de Jesús intenta detenerlos usando una espada mediante la cual corta la oreja de uno de los hombres de la multitud. El evangelio de Juan especifica que fue Simón Pedro quien cortó la oreja de Malco, un sirviente de Caifás, el sumo sacerdote. Lucas agrega que Jesús curó la herida. Juan, Mateo y Lucas mencionan que Jesús criticó el acto de violencia, insistiendo en que no debían resistirse al arresto. Marcos sólo cita el acto. En el evangelio de Mateo, Jesús dice: "Todos los que toman la espada perecerán por la espada", expresión que se ha convertido en un tópico muy usado. 
Después del juicio de Jesús llevado a cabo por el Sanedrín, de acuerdo con el evangelio de Mateo, Judas se llena de remordimiento y trata de devolverles a los fariseos las treinta piezas de plata, diciendo que había "traicionado a sangre inocente". Cuando los sacerdotes rehúsan, diciéndole que su moral es asunto suyo, Judas, enojado, arroja el dinero en el templo, huye y se ahorca. En Hechos de los Apóstoles se menciona que Judas usó el dinero para comprar un campo, en el cual cayó de cabeza, "su cuerpo reventó y sus intestinos se desparramaron". El campo es conocido específicamente como Aceldama, o "Campo de Sangre". Los escépticos citan estos relatos como mutuamente excluyentes. Los apologistas armonizan estos eventos diciendo que Judas compró el campo y se colgó el mismo en él y algún tiempo después su cadáver descompuesto estalló. En el recientemente reconstruido Evangelio de Judas, Judas es representado como el discípulo más apreciado por Jesús, uno al cual él enseñó muchas verdades ocultas. Las acciones de Judas no representan una traición en este relato, sino un acto de amistad, y Judas actúa según las instrucciones explícitas de Jesús.

## Interpretación de la Iglesia católica
Este episodio pone de manifiesto la grandeza del Jesús. Judas, con un beso, lo traiciona. Jesús es apresado de noche y con gran cantidad de personas armadas, si bien con una sola petición de Jesús a su Padre destrozaría todo este plan. Pedro, según refiere Juan, tiene una espada que desenvaina. Jesús sin resistirse, se entrega voluntariamente, ya que está firmemente decidido a que se cumplan las Escrituras aún a costa de su vida: «Porque, siendo Dios, se hizo hombre y con su voluntad humana se sometió, haciéndose obediente a ti, Dios, su Padre» 
El relato del prendimiento indica que Jesús ya lo sabía y se entrega sin resistencia. Por encima de la traición y la nocturnidad, Jesús ve en estos sucesos el cumplimiento de las Escrituras. Sólo Marcos detalla que un joven escapó desnudo y son, junto a la negación de Pedro, vanos intentos  de seguir a Jesús y se queda solo. La conclusión es que el camino de Jesús es también el camino del cristiano.
Josemaría Escrivá lo comenta de la siguiente manera:

Estar con Jesús es, seguramente, toparse con su Cruz. Cuando nos abandonamos en las manos de Dios, es frecuente que Él permita que saboreemos el dolor, la soledad, las contradicciones, las calumnias, las difamaciones, las burlas, por dentro y por fuera: porque quiere conformarnos a su imagen y semejanza.

Los evangelios recuerdan la grandeza de Jesús así como de los sucesos de ese momento: la muchedumbre enloquecida, la herida que hizo Pedro al criado del sumo sacerdote y la traición de Judas. Lucas pone la atención en dos aspectos: en la grandeza de corazón y misericordia del Señor curando al criado herido y en lo que parece una victoria del demonio. A la vista de lo anterior, se puede pensar con insistencia en el apóstol infiel: 

«Después de ver de cuántas maneras mostró Dios su misericordia con Judas, que de Apóstol había pasado a traidor, al ver con cuánta frecuencia le invitó al perdón, y no permitió que pereciera sino porque él mismo quiso desesperar, no hay razón alguna en esta vida para que nadie, aunque sea como Judas, haya de desesperar del perdón»

Juan es el único que relata que los que van a apresar a Jesús, ante las palabras de este, retroceden y caen en tierra. El Salmo ya adelantó este suceso: «Retrocederán mis enemigos, el día en que yo invoque», y pone de manifiesto la majestad de Cristo con su entrega libre y voluntaria. Agustín de Hipona hace referencia alo antes indicado:

Si Él no lo hubiera permitido, nunca hubieran realizado su intento de apresarle, pero tampoco Él hubiera cumplido su misión. Ellos buscaban con odio al que querían matar; Jesús, en cambio, nos buscaba con amor queriendo morir.

Conmueve ver a Jesús preocupado por sus discípulos. La promesa que tenía Jesús era evitar la condenación eterna, pero también se ocupa por la situación inmediata de sus discípulos, pues todavía no estaban preparados para soportar y llevar con buen ánimo los sufrimientos que tendrán que soportar. Pedro no entiende la voluntad salvífica de Dios y se resiste a aceptar el sacrificio de Cristo, pero Cristo no quiere una defensa forzada ya que en la oración en el huerto, aceptó absolutamente la voluntad de su Padre de entregándose para consumar la «Redención a través de la cruz». Este acontecimiento muestra lo necesario e importante que es aceptar la voluntad de Dios con las mismas condiciones con las que se enfrentó Jesús a su pasión y muerte, es decir, con docilidad y prontitud.

## Tema iconográfico
El Prendimiento es un tema iconográfico muy tratado en el arte cristiano, desde la pintura a la imaginería propia de Semana Santa.

## Galería

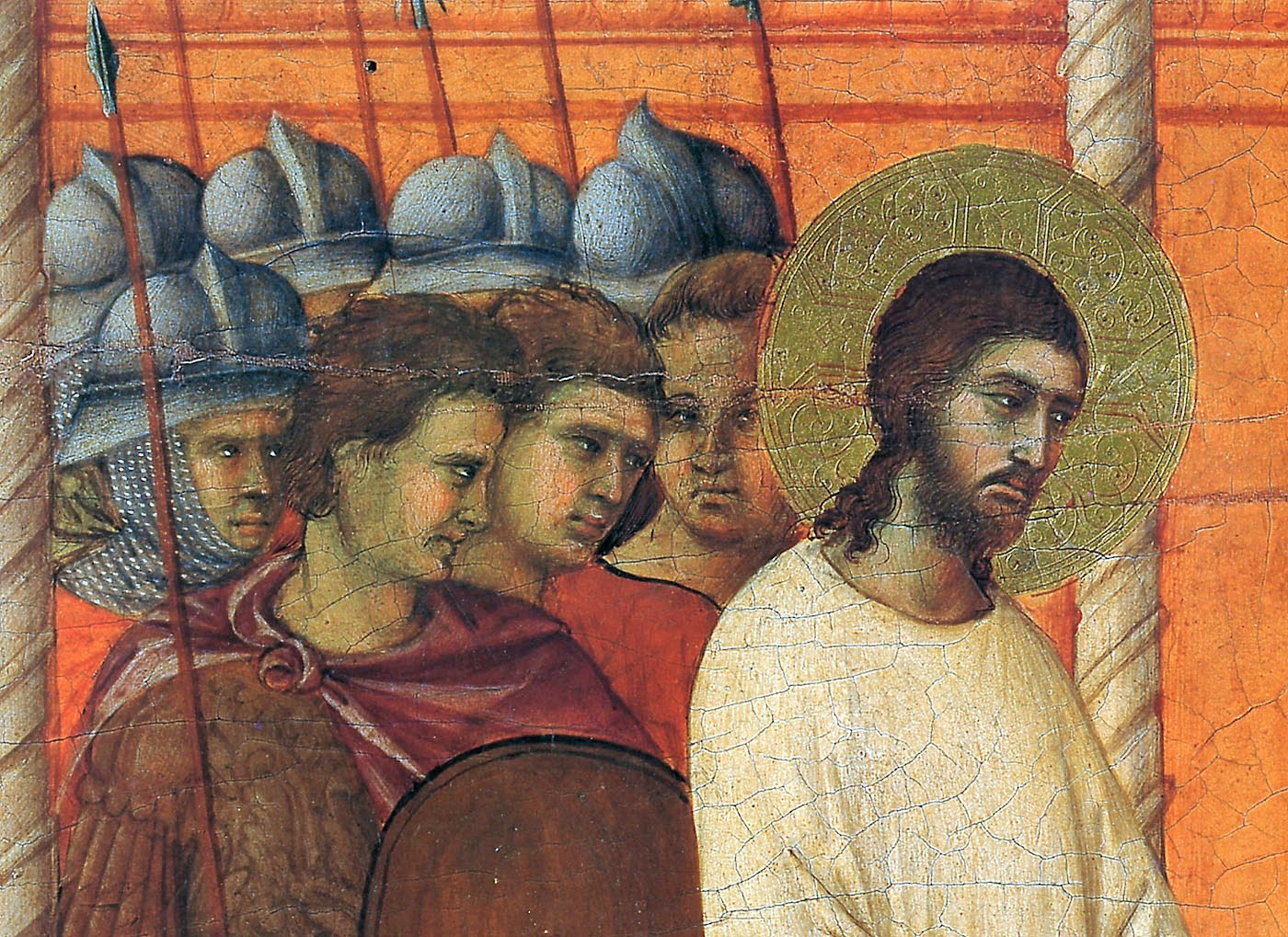
Del Maestà de Duccio, 1308-1311
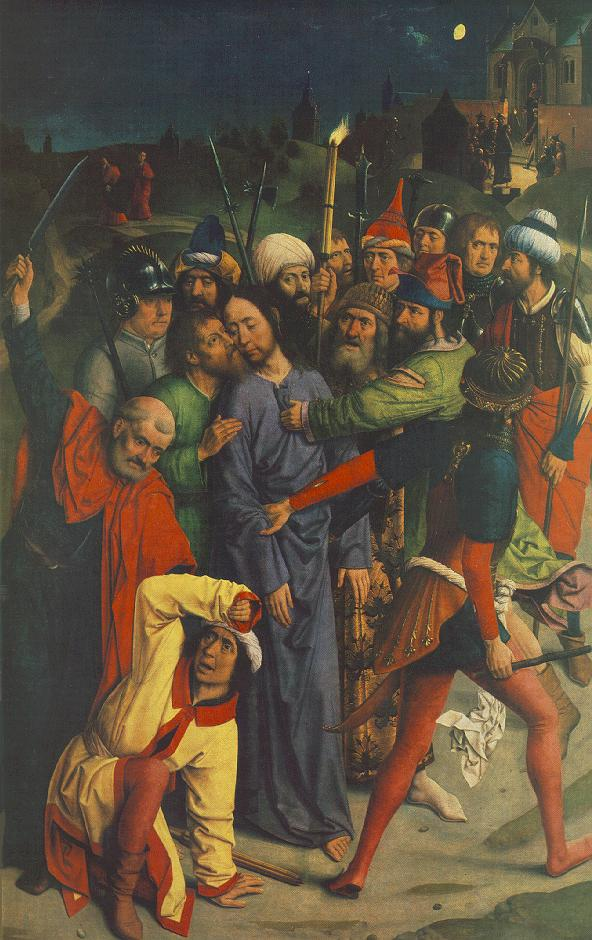
Dieric Bouts, c. 1450-1460
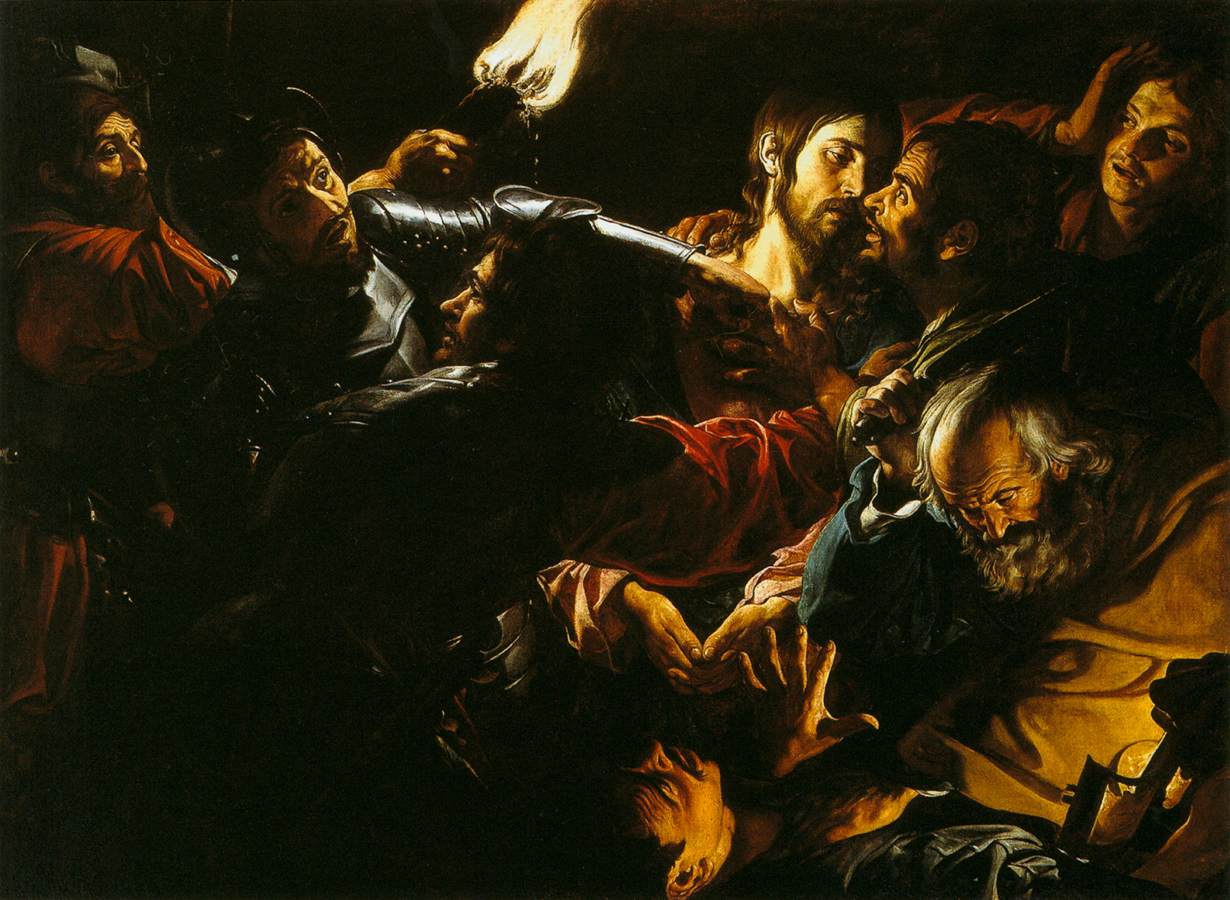
El Prendimiento de Cristo de Gerard Douffet, c. 1620